# La mia opera
La mia opera è un album del cantante italiano Al Bano pubblicato nel 2009 in Spagna. Contiene un DVD con 14 videoclip e un CD con brani classici di Giacomo Puccini, Giuseppe Verdi, Ruggero Leoncavallo, Pyotr Ilyich Tchaikovsky, Antonín Dvořák, Franz Schubert, Jacques Offenbach, Ludwig van Beethoven, Georg Friedrich Händel e Pietro Mascagni interpretati in spagnolo, italiano e latino. Contiene anche Amor amargo y puro - versione spagnola della canzone "L'amore è sempre amore" presentata al Festival di Sanremo 2009 e un duetto virtuale con il tenore Enrico Caruso in O sole mio. 

## Tracce
CD
1. Juegos del tiempo (Anonimo, Romina Power)
2. Mi gran concierto (Pyotr Ilyich Tchaikovsky, Andrea Lo Vecchio, Albano Carrisi)
3. Himno de la alegria (Ludwig van Beethoven, Andrea Lo Vecchio)
4. Ave Maria (Franz Schubert, Albano Carrisi, Vito Pallavicini)
5. La donna è mobile (Giuseppe Verdi, Francesco Maria Piave - dall'opera Rigoletto)
6. Va pensiero (Giuseppe Verdi, Temistocle Solera - dall'opera Nabucco)
7. Hallelujah (Georg Friedrich Händel, Andris Solims)
8. O sole mio (duetto con Enrico Caruso) (Eduardo Di Capua, Giovanni Capurro)
9. Vesti la giubba (Ruggero Leoncavallo - dall'opera Pagliacci)
10. Buenas noches amor mio (Jacques Offenbach, Albano Carrisi, Ermanno Croce)
11. Panis Angelicus (Tradizionale, César Franck)
12. Angel de los vientos (Franz Schubert, Albano Carrisi, Vito Pallavicini)
13. Duermes (Giacomo Puccini, Albano Carrisi)
14. Tierra mia (Antonín Dvořák, Albano Carrisi, Ermanno Croce)
15. Recondita armonia (Giacomo Puccini, Giuseppe Giacosa, Luigi Illica - dall'opera Tosca)
16. Salve regina (Tradizionale, Albano Carrisi, Fabrizio Berlincioni)
17. Amor amargo y puro (Maurizio Fabrizio, Guido Morra)
18. Intermezzo Cavalleria Rusticana (Pietro Mascagni, Giovanni Targioni-Tozzetti, Guido Menasci - dall'opera Cavalleria rusticana)

DVD
1. Libertà (Springbock, L.B. Horn, Willy Molco, Romina Power, Vito Pallavicini)
2. Sempre sempre (Claude Lemesly, Michel Carrè, Michel Gouty, Vito Pallavicini)
3. Makassar (Al Camarro, L.B. Horn, Albano Carrisi, Romina Power)
4. Piazza grande (Lucio Dalla, Ron, Gianfranco Baldazzi, Sergio Bardotti)
5. Ancora in volo (Albano Carrisi, G. Marcucci, Massimo Bizzarri)
6. Caruso (Lucio Dalla)
7. Impossibile (Juliane Werding, Romina Power, Dietmar Kawohl, Albano Carrisi)
8. La canzone di Maria (Maurizio Fabrizio, Bruno Lauzi)
9. La nostra serenata (Franz Schubert, Albano Carrisi, Vito Pallavicini)
10. 'O surdato 'nnammurato (Enrico Cannio, Aniello Califano)
11. Al mondo siamo noi (Maurizio Fabrizio, Albano Carrisi, Andrea Lo Vecchio)
12. Canto al sole (Diane Warren, Fabrizio Berlincioni)
13. Un sasso nel cuore (Al Bano con Paco de Lucía)  (Albano Carrisi)
14. Va pensiero (Giuseppe Verdi, Temistocle Solera - dall'opera Nabucco)

## Classifiche
| Classifica | Posizione |
| ---------- | --------- |
| Spagna     | 22        |